# Рибулозобисфосфаткарбоксилаза
Рибулозобисфосфаткарбоксилаза (Рибулозобисфосфаткарбоксилаза/оксигеназа, рибулёзобифосфаткарбоксилаза/оксигеназа, англ. Ribulose-1,5-bisphosphate carboxylase/oxygenase, RuBisCO), рубиско  — фермент (КФ 4.1.1.39), катализирующий присоединение углекислого газа к рибулозо-1,5-бисфосфату на первой стадии цикла Кальвина, а также реакцию окисления рибулозобифосфата на первой стадии процесса фотодыхания. Является одним из важнейших ферментов в природе, поскольку играет центральную роль в основном механизме поступления неорганического углерода в биологический круговорот. Рибулозобисфосфаткарбоксилаза является основным ферментом листьев растений и поэтому считается наиболее распространённым ферментом на Земле.

## Структура
У растений, цианобактерий и хемоавтотрофных протеобактерий фермент обычно состоит из двух типов белковых субъединиц:
- Большая цепь (L, массой 55 000 Да)
- Малая цепь (S, массой 13 000 Да)

Активный центр фермента находится на больших цепях, объединённых в димеры. Все 8 димеров больших цепей и 8 малых цепи объединены в единый комплекс массой 540 000 Да. У некоторых протеобактерий малых цепей в составе рубиско не обнаружено. При этом большие цепи кодируются в ДНК хлоропласта, а малые — в ядре и транспортируются в хлоропласт перед сборкой всего белка.
Для работы фермента необходимы ионы Mg2+, которые размещаются в активном центре и способствуют присоединению CO2 к остатку лизина, в ходе чего образуется карбамат. Образование карбамата протекает легче в щелочной среде: роль pH и ионов магния в регуляции работы фермента описана ниже.

## Каталитическое действие
Субстратами для рибулозобифосфаткарбоксилазы являются рибулозо-1,5-бисфосфат, углекислый газ и вода, вместо углекислого газа может быть метаболизирован молекулярный кислород.
- В случае углекислого газа первым промежуточным продуктом выступает нестабильный шестиуглеродный фосфорилированный сахар, который сразу же распадается на две молекулы 3-фосфоглицериновой кислоты (3-фосфоглицерата). Фосфоглицерат используется для синтеза глюкозы.
- В случае кислорода продуктами реакции являются 3-фосфоглицерат и фосфат гликолевой кислоты (ФГК). ФГК растения далее используют в процессе фотодыхания.

Реакция, проводимая ферментом, протекает относительно медленно (используются лишь несколько молекул углекислого газа в секунду) и является лимитирующей стадией всего цикла Кальвина. Константа Михаэлиса для карбоксилазной реакции рибулозобисфосфаткарбоксилазы равна 10±4 мкМ CO2, для оксигеназной 0,5 мМ O2, для рибулозобифосфата 1,5±0,5 мкМ.

## Регуляция
У высших растений и некоторых водорослей фермент, активирующий рибулозобисфосфаткарбоксилазу (активаза), необходим для формирования карбамата на активном центре. Активаза необходима, чтобы образованием карбамата уменьшить связь между рибулозобисфосфатом и активным центром и облегчить высвобождение продукта.
2-карбокси-D-арабитинол-1-фосфат связывается с активным центром рибулозобисфосфаткарбоксилазы и является её ингибитором. На свету фермент, активирующий рибулозобисфосфаткарбоксилазу вызывает диссоциацию ингибитора от активного центра. В диссоциированном состоянии ингибитор инактивируется CA1P-фосфатазой.
Фермент, активирующий рибулозобисфосфаткарбоксилазу, требует энергии АТФ и ингибируется при повышении концентрации АДФ. Активность рибулозобисфосфаткарбоксилазы косвенно регулируется соотношением концентрацией АТФ/AДФ.
Изменение конформации и снижение активности рибулозобисфосфаткарбоксилазы также наблюдается при наличии фосфат-аниона.
Сильно зависит активность фермента от концентрации CO2. Растения с C4-фотосинтезом и CAM-фотосинтезом выработали механизмы её увеличения и активации рибулозобисфосфаткарбоксилазы.

## Генная инженерия
Оксигеназная активность рибулозобисфосфаткарбоксилазы приводит к потерям углерода из цикла Кальвина в ходе фотодыхания и снижает эффективность фотосинтеза. В этой связи проводились неоднократные попытки модифицировать гены, кодирующие синтез фермента, с тем, чтобы увеличить карбоксилазную и сократить оксигеназную активности. Одним из наиболее перспективных направлений здесь представляется трансплантация генов из красной водоросли Galdieria partita, рибулозобисфосфаткарбоксилаза которой обладает естественной высокой специфичностью к CO2, в высшие культурные растения. Это, предположительно, может увеличить их урожайность. В качестве донора генов в ряде исследований также выступает пурпурная бактерия Rhodospirillum rubrum.